# Antipoésie

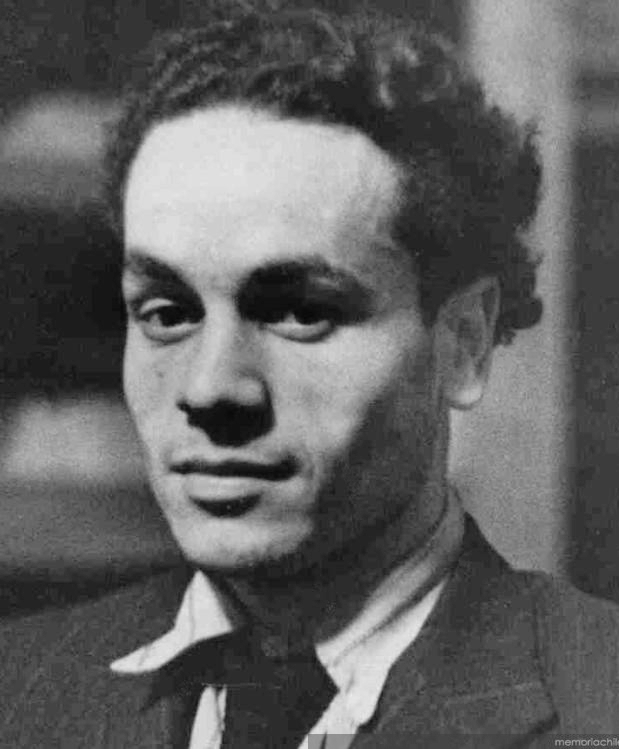
Nicanor Parra.

L'antipoésie est un mouvement artistique qui tente de résister aux conventions normales de la poésie traditionnelle. Le terme « antipoétique » est apparu en France en 1776.
Nicanor Parra, un antipoète chilien, donne un exemple d'antipoésie : une reproduction de la statue de la Liberté et un petit carton à ses pieds sur lequel est écrit « Dommage que ce ne soit qu'une statue ». Un autre exemple illustre ce concept : des jeux de mots tels que 2 π.